# Recebedores da Cruz de Cavaleiro da Cruz de Ferro: F
A Cruz de Cavaleiro da Cruz de Ferro (em alemão:  Ritterkreuz des Eisernen Kreuzes) foi a maior condecoração militar concedida pela Alemanha Nazi durante a Segunda Guerra Mundial. Era concedida a militares de todas as patentes, deste um soldado até um Marechal de Campo e por diversos motivos que incluíam os atos de bravura de um soldado em batalha, um piloto de caça por ter abatido um número significativo de aeronaves inimigas e o hábil comando das tropas durante a batalha. Os condecorados eram enaltecidos pela propaganda alemã, tendo eles recebido grande atenção por parte da publicidade. Eram vendidos, por exemplo, porta retratos com as fotos dos últimos condecorados. Eles ainda eram convidados a discursar aos trabalhadores das fábricas envolvidas no esforço de guerra.
Desde a sua primeira condecoração concedida no dia 30 de setembro de 1939, até a sua última condecoração no dia 17 de junho de 1945, ela foi entregue a 7321 soldados. O número de condecorados é baseado na análise da comissão dos Recebedores da Cruz de Cavaleiro (AKCR). Foi concedida para os três ramos da Wehrmacht: Heer (exército terrestre alemão), Luftwaffe (força aérea) e Kriegsmarine (marinha) além da Waffen-SS, Reichsarbeitsdienst (serviço de trabalho do Reich) e Volkssturm (milícia nacional). Além dos soldados alemães, a condecoração também foi concedida para 43 estrangeiros, aliados do Terceiro Reich.
Walther-Peer Fellgiebel, que foi o ex-presidente e chefe da comissão de ordem do AKCR, escreveu um livro no ano de 1986 onde listou os condecorados com a Cruz de Cavaleiro, intitulado: Die Träger des Ritterkreuzes des Eisernen Kreuzes 1939–1945 — Die Inhaber der höchsten Auszeichnung des Zweiten Weltkrieges aller Wehrmachtsteile — Os portadores da Cruz de Cavaleiro da Cruz de Ferro 1939-1945 - Os proprietários do maior prêmio da Segunda Guerra Mundial de todos os ramos da Wehrmacht. Lançou a segunda edição de seu livro no ano de 1996, onde retirou 11 condecorados da lista original. Já o autor e historiador Veit Scherzer lançou tem dúvida sobre a condecoração de 193 dos listados, a maioria destes condecorados no ano de 1945, quando os acontecimentos dos últimos dias do Terceiro Reich deixaram um número de indicações incompletas e até várias fases do processo de aprovação estavam incompletas. O livro escrito por Scherzer foi em cooperação com o Arquivo Federal da Alemanha. Este livro foi escolhido pelo professor Dr. Franz W. Seidler para a Universidade da Bundeswehr de Munique e Deutsche Dienststelle (WASt), sendo considerado como uma referência aceita nestes dois lugares.

## Criação
A Cruz de Cavaleiro da Cruz de Ferro e seus graus mais altos foram baseados em quatro diferentes decretos. O primeiro decreto Reichsgesetzblatt I S. 1573 de 1 de setembro de 1939 instituiu a Cruz de Ferro (Eisernes Kreuz) e Cruz de Cavaleiro da Cruz de Ferro e a Grande Cruz da Cruz de Ferro (Großkreuz des Eisernen Kreuzes). O segundo artigo do decreto especifica que para ser condecorado com uma classe superior deveria ser primeiramente condecorado com todas as classe precedentes. Com o progresso da guerra, alguns do condecorados foram se destacando, sendo necessária um novo grau da condecoração, sendo então instituído no dia 3 de junho de 1940 o decreto Reichsgesetzblatt I S. 849 que criou a Cruz de Cavaleiro da Cruz de Ferro com Folhas de Carvalho.
Foram criados no dia 28 de setembro de 1941 dois graus da Cruz de Cavaleiro com o decreto Reichsgesetzblatt I S. 613, a Cruz de Cavaleiro da Cruz de Ferro com Folhas de Carvalho e Espadas Ritterkreuz des Eisernen Kreuzes mit Eichenlaub und Schwertern e a Cruz de Cavaleiro da Cruz de Ferro com Folhas de Carvalho, Espadas e Diamantes Ritterkreuz des Eisernen Kreuzes mit Eichenlaub, Schwertern und Brillanten. No final de 1944 o último grau da Cruz de Cavaleiro, a Cruz de Cavaleiro da Cruz de Ferro com Folhas de Carvalho Douradas, Espadas e Diamantes Ritterkreuz des Eisernen Kreuzes mit goldenem Eichenlaub, Schwertern und Brillanten a condecoração foi criada com o decreto Reichsgesetzblatt 1945 I S. 11 de 29 de dezembro de 1944.

## Condecorados
Aqui estão listados 280 condecorados com a Cruz de Cavaleiro da Cruz de Ferro da Wehrmacht e Waffen-SS, cujos sobrenomes se iniciam com a letra "F", estando ordenados em ordem alfabética pelo sobrenome. Destes, 25 foram mais tarde condecorados com a Cruz de Cavaleiro da Cruz de Ferro com Folhas de Carvalho, três com a Cruz de Cavaleiro da Cruz de Ferro com Folhas de Carvalho e Espadas; 21 condecorações foram feitas de maneiro póstuma. Foram condecorados 179 membros do Heer, 65 da Luftwaffe, 17 da Kriegsmarine e 19 da Waffen-SS.
| Nome                            | Serviço      | Patente                                      | Ocupação e unidade                                                                                 | Data de condecoração     | Notas                                                                           | Imagem |
| ------------------------------- | ------------ | -------------------------------------------- | -------------------------------------------------------------------------------------------------- | ------------------------ | ------------------------------------------------------------------------------- | ------ |
| Hans Faasch                     | Heer         | Oberstleutnant                               | Comandante do II./Infanterie-Regiment 164                                                          | 18 de novembro de 1941   | —                                                                               | —      |
| Heinz-Otto Fabian+              | Heer         | Oberleutnant                                 | Líder do III./Grenadier-Regiment 534                                                               | 15 de março de 1943      | 522. Folhas de Carvalho 9 de julho de 1944                                      | —      |
| Maximilian Fabich?              | Heer         | Oberstleutnant                               | Comandante do Panzer-Füsilier-Regiment "Großdeutschland"                                           | 9 de maio de 1945        | —                                                                               | —      |
| Albert Fabritius                | Heer         | Wachtmeister                                 | Company troop leader do 8./Grenadier-Regiment 404                                                  | 9 de fevereiro de 1945   | —                                                                               | —      |
| Ernst Fach                      | Luftwaffe    | Hauptmann                                    | Staffelkapitän do 9.(Eis)/Kampfgeschwader 3 "Lützow"                                               | 3 de setembro de 1943*   | morteo em acidente aereo 15 de maio de 1943                                     | —      |
| Siegfried Fackler               | Heer         | Hauptmann da reserva                         | Chief do 14.(Panzerjäger)/Grenadier-Regiment 521                                                   | 2 de novembro de 1943    | —                                                                               | —      |
| Wilhelm Fahlbusch               | Luftwaffe    | Oberleutnant                                 | Chief do 8./Flak-Regiment 11 (motorizado)                                                          | 31 de dezembro de 1941   | —                                                                               | —      |
| Wolfgang Fahrenberg             | Heer         | Hauptmann da reserva                         | Líder do I./Grenadier-Regiment 426                                                                 | 17 de setembro de 1944   | —                                                                               | —      |
| Alfred Fahrenholz               | Heer         | Oberwachtmeister                             | Líder de pelotão no 5./Artillerie-Regiment 240                                                     | 5 de maio de 1943        | —                                                                               | —      |
| Wilhelm Fahrmbacher             | Heer         | Generalleutnant                              | Comandante do 5. Infanterie-Division                                                               | 24 de junho de 1940      | —                                                                               | —      |
| Wolfgang Falck                  | Luftwaffe    | Major                                        | Geschwaderkommodore do Nachtjagdgeschwader 1                                                       | 1 de outubro de 1940     | —                                                                               | —      |
| Ernst Falk                      | Heer         | Obergefreiter                                | Messenger do 10./Grenadier-Regiment 61                                                             | 30 de setembro de 1944   | —                                                                               | —      |
| Günter von Falkenhayn           | Heer         | Leutnant                                     | Líder do 7./Jäger-Regiment 75                                                                      | 25 de novembro de 1942   | —                                                                               | —      |
| Nikolaus von Falkenhorst        | Heer         | General der Infanterie                       | Comandante do Gruppe XXI (Noruega)                                                                 | 30 de abril de 1940      | —                                                                               |        |
| Wilhelm Falley                  | Heer         | Oberstleutnant                               | Comandante do Infanterie-Regiment 4                                                                | 26 de novembro de 1941   | —                                                                               | —      |
| Günther Famula                  | Heer         | Leutnant da reserva                          | Líder de pelotão no V./Grenadier-Regiment "Großdeutschland" (Panzer-Kampfgruppe Graf Strachwitz)   | 4 de maio de 1944*       | Morreu devido a ferimentos no dia 22 de abril de 1944                           | —      |
| Georg Fanderl                   | Luftwaffe    | Feldwebel                                    | Piloto no 1./Kampfgeschwader 51                                                                    | 24 de janeiro de 1942    | —                                                                               | —      |
| Friedrich Fangohr               | Heer         | Generalleutnant                              | Chief do Generalstab Panzer-AOK 4                                                                  | 9 de junho de 1944       | —                                                                               | —      |
| Walter Fasel                    | Heer         | Feldwebel                                    | Líder de pelotão no 14.(Panzerjäger)/Füsilier-Regiment 26                                          | 31 de agosto de 1943     | —                                                                               | —      |
| Horst-Günther von Fassong       | Luftwaffe    | Hauptmann                                    | Gruppenkommandeur do III./Jagdgeschwader 11                                                        | 27 de julho de 1944      | —                                                                               | —      |
| Fridolin Fath                   | Luftwaffe    | Major                                        | Deputy Gruppenkommandeur do IV./Kampfgeschwader z.b.V. 1                                           | 23 de dezembro de 1942   | —                                                                               | —      |
| Karl Faulhaber                  | Heer         | Oberst                                       | Comandante do Grenadier-Regiment 282                                                               | 19 de dezembro de 1943   | —                                                                               | —      |
| Markus Faulhaber                | Waffen-SS    | SS-Obersturmführer                           | Chief do 3./SS-Infanterie-Regiment "Germania"                                                      | 25 de dezembro de 1942   | —                                                                               | —      |
| Dr. Klaus Faulmüller            | Heer         | Oberleutnant da reserva                      | Líder do 7./Gebirgsjäger-Regiment 13                                                               | 25 de junho de 1943      | —                                                                               | —      |
| Fritz Faust                     | Heer         | Obergefreiter                                | do 3./Füssilier-Regiment 26                                                                        | 20 de agosto de 1942     | —                                                                               | —      |
| Fritz Fechner                   | Heer         | Major                                        | Comandante do III./Panzer-Regiment 23                                                              | 6 de outubro de 1943     | —                                                                               | —      |
| Konrad Fechner                  | Luftwaffe    | Feldwebel                                    | Piloto no 6./Sturzkampfgeschwader 77                                                               | 4 de maio de 1944        | —                                                                               | —      |
| Karl-August von der Fecht       | Luftwaffe    | Hauptmann                                    | Staffelkapitän do 2./Kampfgeschwader 3 "Lützow"                                                    | 30 de dezembro de 1942   | —                                                                               | —      |
| Hermann Fegelein?               | Waffen-SS    | SS-Standartenführer                          | Comandante do SS-Kavallerie-Brigade                                                                | 2 de março de 1942       | 157. Folhas de Carvalho 21 de dezembro de 1942 83. Espadas 30 de julho de 1944  |        |
| Waldemar Fegelein               | Waffen-SS    | SS-Sturmbannführer                           | Líder do SS-Reiter-Regiment 2                                                                      | 16 de dezembro de 1943   | —                                                                               | —      |
| Gustav Fehn                     | Heer         | Oberst                                       | Comandante do Schützen-Regiment 33                                                                 | 5 de agosto de 1940      | —                                                                               | —      |
| Erich Fehr                      | Heer         | Hauptmann                                    | Líder do I./Grenadier-Regiment 504                                                                 | 26 de janeiro de 1944    | —                                                                               | —      |
| Siegfried Fehre                 | Heer         | Leutnant                                     | Vorgeschobener Beobachter (forward observer) do 10./Artillerie-Regiment 126                        | 13 de dezembro de 1942   | —                                                                               | —      |
| Paul Feiertag                   | Heer         | Unteroffizier                                | Líder de Grupo no 3./Divisions-Füsilier-Bataillon 96                                               | 30 de setembro de 1944   | —                                                                               | —      |
| Georg Feig                      | Heer         | Oberleutnant da reserva                      | Chief do 3./Schützen-Regiment 113                                                                  | 4 de outubro de 1941     | —                                                                               | —      |
| Hans Felber                     | Heer         | General der Infanterie                       | Comandante geral do XIII. Armeekorps                                                               | 17 de setembro de 1941   | —                                                                               | —      |
| Paul Felder                     | Luftwaffe    | Oberleutnant                                 | Piloto no 1.(F)/Aufklärungs-Gruppe 121                                                             | 29 de fevereiro de 1944  | —                                                                               | —      |
| Wendelin Felder                 | Heer         | Oberleutnant                                 | Battery chief do IV./Artillerie-Regiment 85                                                        | 23 de fevereiro de 1944* | Desaparecido em ação 23 de outubro de 1943                                      | —      |
| Heinrich Feldkamp               | Heer         | Oberwachtmeister                             | Líder de pelotão no 2./Heeres-Sturmgeschütz-Brigade 341                                            | 14 de abril de 1945      | —                                                                               | —      |
| Alfred Feldmann                 | Heer         | Hauptmann                                    | Líder do I./Infanterie-Regiment 454                                                                | 20 de agosto de 1942     | —                                                                               | —      |
| Klaus Feldt+                    | Kriegsmarine | Oberleutnant zur See                         | Comandante do Schnellboot S-30 do 2. Schnellbootflottille                                          | 25 de abril de 1941      | 362. Folhas de Carvalho 1 de janeiro de 1944                                    | —      |
| Kurt Feldt                      | Heer         | Generalmajor                                 | Comandante do 1. Kavallerie-Division                                                               | 23 de agosto de 1941     | —                                                                               | —      |
| Rudolf Felgenhauer              | Heer         | Fahnenjunker-Feldwebel                       | Líder de pelotão no 3./Grenadier-Regiment Gruppe 385                                               | 9 de junho de 1944       | —                                                                               | —      |
| Waldemar Felgenhauer            | Luftwaffe    | Oberleutnant                                 | Piloto no 2.(F)/Aufklärungs-Gruppe 123                                                             | 14 de janeiro de 1942    | —                                                                               | —      |
| Fritz Feller                    | Heer         | Leutnant da reserva                          | Líder do 1./Panzergrenadier-Regiment 5                                                             | 23 de fevereiro de 1944  | —                                                                               | —      |
| Georg-Wolfgang Feller!          | Kriegsmarine | Oberleutnant zur See da reserva              | Líder de Grupo no 36. Minensuchflottille                                                           | 17 de junho de 1945      | —                                                                               | —      |
| Leopold Fellerer                | Luftwaffe    | Hauptmann                                    | Gruppenkommandeur do II./Nachtjagdgeschwader 5                                                     | 8 de abril de 1944       | —                                                                               | —      |
| Walther-Peer Fellgiebel         | Heer         | Oberleutnant                                 | Chief do 2./leichtes Heeres Artillerie-Abteilung 935 (motorizado)                                  | 7 de setembro de 1943    | —                                                                               | —      |
| [Dr.] Erich Fellmann            | Heer         | Hauptmann                                    | Comandante do II./Grenadier-Regiment 409                                                           | 6 de abril de 1943       | —                                                                               | —      |
| Konrad Fels                     | Heer         | Obergefreiter                                | Líder de Grupo no 7./Grenadier-Regiment 23                                                         | 23 de outubro de 1944    | —                                                                               | —      |
| Peter Felten                    | Heer         | Obergefreiter                                | Messenger do 1./Grenadier-Regiment 377                                                             | 12 de agosto de 1944     | —                                                                               | —      |
| Maximilian Felzmann+            | Heer         | Generalmajor                                 | Comandante do 251. Infanterie-Division                                                             | 28 de novembro de 1943   | 643. Folhas de Carvalho 3 de novembro de 1944                                   | —      |
| Henri Joseph Fenet              | Waffen-SS    | Waffen-Hauptsturmführer                      | Comandante do batalhão de assalto do 33. SS-Freiwilligen-Grenadier-Division "Charlemagne"          | 29 de abril de 1945      | —                                                                               | —      |
| Dr. rer.pol. Paul Fenn          | Kriegsmarine | Kapitän zur See                              | Comandante do Marine-Flak-Regiment 9                                                               | 25 de março de 1945      | —                                                                               | —      |
| Günther Fenski                  | Heer         | Major                                        | Comandante do I./Panzer-Regiment 8                                                                 | 31 de dezembro de 1941*  | Morreu devido a ferimentos no dia 23 de novembro de 1941                        | —      |
| Horst-Arno Fenski               | Kriegsmarine | Oberleutnant zur See                         | Comandante do U-410                                                                                | 26 de novembro de 1943   | —                                                                               | —      |
| [Dr.] Hans Fernau?              | Heer         | Hauptmann da reserva                         | Comandante do I./Grenadier-Regiment (motorizado) "Feldherrnhalle"                                  | 4 de maio de 1945        | —                                                                               | —      |
| Fritz Feßmann+                  | Heer         | Leutnant da reserva                          | Líder de pelotão no 1./Panzer-Aufklärungs-Abteilung 7                                              | 27 de outubro de 1941    | 170. Folhas de Carvalho 4 de janeiro de 1943 103. Espadas 23 de outubro de 1944 | —      |
| Edgar Feuchtinger?              | Heer         | Generalmajor                                 | Comandante do 21. Panzer-Division                                                                  | 6 de agosto de 1944      | —                                                                               |        |
| Alois Feuerer                   | Heer         | Oberleutnant                                 | Líder do 2./Infanterie-Regiment 351                                                                | 27 de janeiro de 1942    | —                                                                               | —      |
| Gerhard Feuker                  | Heer         | Major                                        | Comandante do I./Grenadier-Regiment 53 (motorizado)                                                | 23 de dezembro de 1942*  | Morto em combate 30 de novembro de 1942                                         | —      |
| Valentin Feurstein              | Heer         | General der Gebirgstruppe                    | Comandante geral do LI. Gebirgsarmeekorps                                                          | 12 de agosto de 1944     | —                                                                               | —      |
| Willi Fey?                      | Waffen-SS    | SS-Oberscharführer                           | Comandante Panzer do schwere SS-Panzer-Abteilung 502                                               | 9 de abril de 1945       | —                                                                               | —      |
| Gerhard Feyerabend              | Heer         | Generalleutnant                              | Comandante do 11. Infanterie-Division                                                              | 5 de abril de 1945       | —                                                                               | —      |
| Ernst Fick                      | Luftwaffe    | Hauptmann                                    | Staffelkapitän do 6./Sturzkampfgeschwader 2 "Immelmann"                                            | 19 de setembro de 1942*  | Morto em combate 27 de julho de 1942                                            | —      |
| Jacob Fick                      | Waffen-SS    | SS-Sturmbannführer                           | Comandante do I./SS-Kradschützen-Regiment "Langemarck"                                             | 23 de abril de 1943      | —                                                                               | —      |
| Helmut Fickel                   | Luftwaffe    | Leutnant                                     | Staffelführer do Stabsstaffel do III./Schlachtgeschwader 2 "Immelmann"                             | 9 de junho de 1944       | —                                                                               | —      |
| Heinz Fiebig?                   | Heer         | Generalmajor                                 | Comandante do 84. Infanterie-Division                                                              | 8 de maio de 1945        | —                                                                               |        |
| Martin Fiebig+                  | Luftwaffe    | Oberst                                       | Geschwaderkommodore do Kampfgeschwader 4 "General Wever"                                           | 8 de maio de 1940        | 168. Folhas de Carvalho 23 de dezembro de 1942                                  | —      |
| Wilhelm Fiederer                | Heer         | Leutnant da reserva                          | Chief do 5./Infanterie-Regiment 164                                                                | 14 de setembro de 1942   | —                                                                               | —      |
| Alex Fiedler                    | Heer         | Leutnant da reserva                          | Líder de pelotão no 3./Grenadier-Regiment 200 (motorizado)                                         | 16 de outubro de 1944    | —                                                                               | —      |
| Hans Fiedler                    | Heer         | Rittmeister                                  | Líder do Aufklärungs-Abteilung 118                                                                 | 26 de dezembro de 1944   | —                                                                               | —      |
| Hans Fiedler                    | Heer         | Oberfeldwebel                                | Líder de companhia do 9./Grenadier-Regiment 309                                                    | 18 de fevereiro de 1945  | —                                                                               | —      |
| Johann Fiedler                  | Waffen-SS    | SS-Unterscharführer                          | Líder de pelotão no 5./SS-Panzergrenadier-Regiment 6 "Theodor Eicke"                               | 16 de junho de 1944      | —                                                                               | —      |
| Walter Fiedler                  | Heer         | Gefreiter                                    | Telephone operator do Stabsbatterie (staff battery) do II./Artillerie-Regiment 219                 | 28 de dezembro de 1944   | —                                                                               | —      |
| Ernst Filius                    | Luftwaffe    | Oberfeldwebel                                | Radio operator do I./Schlachtgeschwader 2 "Immelmann"                                              | 4 de maio de 1944        | —                                                                               | —      |
| Friedrich Filzinger             | Heer         | Major                                        | Comandante do III./Artillerie-Regiment 8                                                           | 5 de junho de 1940       | —                                                                               | —      |
| Kurt Fimmen                     | Kriegsmarine | Oberleutnant zur See                         | Comandante do Schnellboot S-26 do 1. Schnellbootflottille                                          | 14 de agosto de 1940     | —                                                                               | —      |
| Herbert Findeisen               | Luftwaffe    | Hauptmann                                    | Piloto e Observador no 2.(H)/Nahaufklärungs-Gruppe 4                                               | 29 de fevereiro de 1944  | —                                                                               | —      |
| Arthur Finger                   | Heer         | Oberst                                       | Comandante do Artillerie-Regiment 306                                                              | 16 de novembro de 1943   | —                                                                               | —      |
| Günter Fink                     | Luftwaffe    | Oberleutnant                                 | Piloto no 8./Jagdgeschwader 54                                                                     | 14 de março de 1943      | —                                                                               | —      |
| Dipl.-Ing. Johannes Fink        | Luftwaffe    | Oberst                                       | Geschwaderkommodore do Kampfgeschwader 2                                                           | 20 de junho de 1940      | —                                                                               | —      |
| Josef Fink                      | Heer         | Gefreiter                                    | Líder de Grupo in Grenadier-Bataillon 106 "Feldherrnhalle"                                         | 9 de dezembro de 1944    | —                                                                               | —      |
| Karl-Heinrich Fink              | Heer         | Leutnant                                     | Adjutant do II./Panzergrenadier-Regiment 113                                                       | 20 de fevereiro de 1943  | —                                                                               | —      |
| Wilhelm Finkbeiner              | Heer         | Oberleutnant da reserva                      | Líder do 14./Grenadier-Regiment 147                                                                | 20 de julho de 1944      | —                                                                               | —      |
| Andreas Finke                   | Luftwaffe    | Leutnant                                     | Piloto no 6.(F)/Aufklärungs-Gruppe 122                                                             | 6 de dezembro de 1944*   | Morto em ação no dia 2 de setembro de 1944                                      | —      |
| Heinz Finke                     | Heer         | Hauptmann                                    | Comandante do I./Grenadier-Regiment 51 (motorizado)                                                | 4 de maio de 1944        | —                                                                               | —      |
| Adolf Fischbach                 | Luftwaffe    | Oberleutnant                                 | Staffelkapitän do 4./Kampfgeschwader 27 "Boelcke"                                                  | 29 de fevereiro de 1944  | —                                                                               | —      |
| Adolf Fischer                   | Heer         | Oberst                                       | Comandante do Grenadier-Regiment 459                                                               | 4 de maio de 1944        | —                                                                               | —      |
| Alfred Fischer?                 | Waffen-SS    | SS-Sturmbannführer                           | Comandante do II./SS-Panzer-Artillerie-Regiment 11 "Nordland"                                      | 11 de maio de 1945       | —                                                                               | —      |
| Erich Fischer                   | Heer         | Leutnant                                     | Líder do 1./Sturm-Regiment 14                                                                      | 31 de março de 1943      | —                                                                               | —      |
| Erwin Fischer+                  | Luftwaffe    | Oberleutnant                                 | Piloto no 1.(F)/Aufklärungs-Gruppe 121                                                             | 21 de abril de 1941      | 191. Folhas de Carvalho 8 de fevereiro de 1943                                  | —      |
| Franz Fischer                   | Heer         | Feldwebel                                    | Líder de pelotão no 2./Führer-Panzer-Regiment 1 do Führer-Begleit-Division                         | 30 de abril de 1945      | —                                                                               | —      |
| Friedrich Fischer               | Heer         | Leutnant                                     | Líder do 6./Grenadier-Regiment 278                                                                 | 7 de abril de 1944       | —                                                                               | —      |
| Gerhard Fischer                 | Heer         | Oberleutnant                                 | Chief do 8./Panzer-Regiment 23                                                                     | 28 de dezembro de 1943   | —                                                                               | —      |
| Gerhard Fischer                 | Waffen-SS    | SS-Unterscharführer                          | Deputy Líder de pelotão no 3./SS-Panzer-Jagd-Abteilung 5 "Wiking"                                  | 4 de maio de 1944        | —                                                                               | —      |
| Gotthard Fischer                | Heer         | Oberst                                       | Líder do 126. Infanterie-Division                                                                  | 7 de fevereiro de 1944   | —                                                                               | —      |
| Hans Fischer                    | Heer         | Obergefreiter                                | Líder de Grupo no 6./Gebirgsjäger-Regiment 143                                                     | 9 de dezembro de 1944    | —                                                                               | —      |
| Hans-Ulrich Fischer             | Heer         | Leutnant da reserva                          | Líder do 11./Infanterie-Regiment 431                                                               | 23 de outubro de 1941    | —                                                                               | —      |
| Heinz Fischer                   | Luftwaffe    | Hauptmann                                    | Staffelkapitän do 9./Sturzkampfgeschwader 1                                                        | 25 de novembro de 1942*  | Morto em combate 26 de outubro de 1942                                          | —      |
| Hermann Fischer                 | Heer         | Oberst                                       | Comandante do Infanterie-Regiment 340                                                              | 9 de maio de 1940        | —                                                                               | —      |
| Hermann-Georg Fischer           | Heer         | Hauptmann                                    | Comandante do I./Grenadier-Regiment 1082                                                           | 10 de fevereiro de 1945  | —                                                                               | —      |
| Josef Fischer                   | Heer         | Major                                        | Comandante do II./Grenadier-Regiment 507                                                           | 6 de agosto de 1943      | —                                                                               | —      |
| Karl-Heinz Fischer              | Kriegsmarine | Steuermannsmaat                              | Coxswain on Vorpostenboot VP-711 do 7. Vorpostenbootflottille                                      | 3 de maio de 1943        | —                                                                               | —      |
| Michael Fischer                 | Luftwaffe    | Oberleutnant                                 | Battery chief do I./Flak-Regiment 14 (motorizado)                                                  | 8 de abril de 1943       | —                                                                               | —      |
| Otto Fischer                    | Heer         | Oberstleutnant                               | Comandante do Grenadier-Regiment 156 (motorizado)                                                  | 27 de agosto de 1943     | —                                                                               | —      |
| Robert Fischer                  | Heer         | Feldwebel                                    | Líder de pelotão no Jagdpanzer-Kompanie 1257                                                       | 29 de abril de 1945      | —                                                                               | —      |
| Siegfried Fischer               | Luftwaffe    | Oberfeldwebel                                | Piloto no 8./Schlachtgeschwader 1                                                                  | 28 de fevereiro de 1945  | —                                                                               | —      |
| Dr. phil. Walther Fischer       | Kriegsmarine | Korvettenkapitän da reserva                  | Chief do 13. Vorpostenflottille                                                                    | 8 de maio de 1943        | —                                                                               | —      |
| Wilhelm Fischer                 | Heer         | Leutnant                                     | Líder do 3./Grenadier-Regiment 24                                                                  | 28 de março de 1945      | —                                                                               | —      |
| Wolfgang Fischer+               | Heer         | Oberst                                       | Comandante do 10. Schützen-Brigade                                                                 | 3 de junho de 1940       | 152. Folhas de Carvalho 9 de dezembro de 1942                                   | —      |
| Walther Fischer von Weikersthal | Heer         | Generalleutnant                              | Comandante do 35. Infanterie-Division                                                              | 6 de agosto de 1941      | —                                                                               | —      |
| Josef-August Fitz+              | Heer         | Hauptmann                                    | Comandante do I./Panzergrenadier-Regiment 74                                                       | 11 de dezembro de 1942   | 511. Folhas de Carvalho 24 de junho de 1944                                     | —      |
| Josef Fitzek                    | Heer         | Feldwebel                                    | Líder de pelotão no 5./Grenadier-Regiment 482                                                      | 16 de junho de 1943      | —                                                                               | —      |
| Karl Fitzner                    | Luftwaffe    | Leutnant                                     | Staffelführer do 1./Sturzkampfgeschwader 77                                                        | 27 de novembro de 1942   | —                                                                               | —      |
| Bernhard Flachs+                | Heer         | Hauptmann                                    | Ia (Oficial de operações) do Stab do Artillerie-Kommandant (Arko) 149                              | 30 de outubro de 1942    | 381. Folhas de Carvalho 31 de janeiro de 1944                                   | —      |
| Werner Flack                    | Heer         | Oberleutnant da reserva                      | Chief do 12./Jäger-Regiment 49                                                                     | 22 de agosto de 1943     | —                                                                               | —      |
| Eugen Flad                      | Heer         | Gefreiter                                    | Machine artilheiro do 2.(Radfahr)/Divisions-Füsilier-Bataillon 252                                 | 20 de julho de 1944      | —                                                                               | —      |
| Kurt Flad                       | Heer         | Oberleutnant da reserva                      | Chief do 6./Artillerie-Regiment 219                                                                | 20 de dezembro de 1943   | —                                                                               | —      |
| Rudolf Flebbe                   | Heer         | Oberleutnant                                 | Chief do 9./Artillerie-Regiment 218                                                                | 29 de novembro de 1944   | —                                                                               | —      |
| Willi Flechner                  | Luftwaffe    | Hauptmann                                    | Staffelkapitän do 5./Kampfgeschwader 30                                                            | 13 de agosto de 1942     | —                                                                               | —      |
| Gerhard Flechsig                | Heer         | Feldwebel                                    | Líder de pelotão no Stabskompanie/Panzergrenadier-Regiment 12                                      | 18 de novembro de 1944   | —                                                                               | —      |
| Hermann Fleck                   | Heer         | Feldwebel                                    | Líder de pelotão no 2./Grenadier-Regiment 270                                                      | 9 de janeiro de 1945     | —                                                                               | —      |
| Hubert Fleckenstein             | Heer         | Feldwebel                                    | Líder de pelotão no Stabskompanie/Grenadier-Regiment 106                                           | 31 de janeiro de 1944    | —                                                                               | —      |
| Erwin Fleig                     | Luftwaffe    | Leutnant                                     | Piloto no 2./Jagdgeschwader 51                                                                     | 12 de agosto de 1941     | —                                                                               | —      |
| Karl Fleige                     | Kriegsmarine | Oberleutnant zur See                         | Comandante do U-18                                                                                 | 18 de julho de 1944      | —                                                                               | —      |
| Hermann Fleischer               | Heer         | Oberfeldwebel                                | Líder de pelotão no 2./Infanterie-Regiment 517                                                     | 29 de outubro de 1942    | —                                                                               | —      |
| Rudolf Fleischer?               | Heer         | Major                                        | Comandante do Heeres-Flak-Abteilung 314                                                            | 9 de maio de 1945        | —                                                                               | —      |
| Josef Fleischmann               | Heer         | Major                                        | Comandante do I./Gebirgsjäger-Regiment 99                                                          | 31 de março de 1942*     | Morreu devido a ferimentos no dia 3 de março de 1942                            | —      |
| Ludwig Fleischmann              | Heer         | Oberfeldwebel                                | Líder de pelotão no 6./Jäger-Regiment 207                                                          | 17 de dezembro de 1943   | —                                                                               | —      |
| Hermann Flex                    | Heer         | Unteroffizier                                | Líder de Grupo no 7./Grenadier-Regiment 337                                                        | 12 de março de 1943      | —                                                                               | — —    |
| Fritz Fliegel                   | Luftwaffe    | Hauptmann                                    | Gruppenkommandeur do I./Kampfgeschwader 40                                                         | 25 de março de 1941      | —                                                                               |        |
| Peter Fließbach                 | Heer         | Oberleutnant                                 | Líder do 4./Artillerie-Regiment 23                                                                 | 20 de dezembro de 1941   | —                                                                               | — —    |
| Dr.-Ing. Rudolf Flinzer+        | Heer         | Oberstleutnant da reserva                    | Comandante do Grenadier-Regiment 317                                                               | 6 de abril de 1943       | 575. Folhas de Carvalho 5 de setembro de 1944                                   | —      |
| Paul Flocke?                    | Heer         | Leutnant                                     | Líder do 5./Grenadier-Regiment 915                                                                 | 30 de abril de 1945*     | Morto em combate 1 de março de 1945                                             | — —    |
| Josef Flögel                    | Luftwaffe    | Oberfeldwebel                                | Piloto no 3./Nachtschlacht-Gruppe 5                                                                | 19 de fevereiro de 1945  | —                                                                               | — —    |
| Hans-Joachim Floer              | Heer         | Oberleutnant da reserva                      | Chief do 1.(gepanzert)/Panzergrenadier-Regiment 25                                                 | 5 de março de 1945       | —                                                                               | — —    |
| Hermann Flörke+                 | Heer         | Generalmajor                                 | Comandante do 14. Infanterie-Division                                                              | 15 de dezembro de 1943   | 565. Folhas de Carvalho 2 de setembro de 1944                                   | —      |
| Gerhard Florin                  | Heer         | Hauptmann da reserva                         | Comandante do II./Schützen-Regiment 111                                                            | 2 de fevereiro de 1942   | —                                                                               | —      |
| Wilhelm Florschütz?             | Heer         | Hauptmann                                    | Comandante do Volks-Pionier-Brigade 47 (motorizado)                                                | 9 de maio de 1945        | —                                                                               | —      |
| Jürgen von Flotow               | Heer         | Oberleutnant                                 | Líder do 1./Schützen-Regiment 8                                                                    | 25 de agosto de 1941*    | Morreu devido a ferimentos no dia 20 de agosto de 1941                          | —      |
| Hans Flügel                     | Waffen-SS    | SS-Hauptsturmführer da reserva               | Líder do II./SS-Panzer-Regiment 5 "Wiking"                                                         | 16 de outubro de 1944    | —                                                                               | —      |
| Otto Flügel                     | Kriegsmarine | Steuermannsmaat da reserva                   | Coxswain on Vorpostenboot VP-1525 do 15. Vorpostenflottille                                        | 3 de maio de 1943        | —                                                                               | —      |
| Friedrich Fluhs                 | Heer         | Oberfeldwebel                                | Líder de pelotão no 5./Grenadier-Regiment 255                                                      | 4 de novembro de 1943    | —                                                                               | —      |
| Dr. phil. Fritz Focke           | Heer         | Major da reserva                             | Comandante do I./Grenadier-Regiment 368                                                            | 28 de março de 1945      | —                                                                               | —      |
| Adrian Baron von Foelkersam     | Heer         | Leutnant da reserva                          | Adjutant do Stab do I./Lehr-Regiment z.b.V. 800 "Brandenburg"                                      | 14 de setembro de 1942   | —                                                                               | —      |
| Otto Fönnekold                  | Luftwaffe    | Fahnenjunker-Feldwebel                       | Piloto no II./Jagdgeschwader 52                                                                    | 26 de março de 1944      | —                                                                               | —      |
| Ernst Förderer                  | Heer         | Hauptmann                                    | Comandante do II./Grenadier-Regiment 1082                                                          | 11 de março de 1945      | —                                                                               | —      |
| Friedrich Förster               | Heer         | Hauptmann                                    | Líder do Kampfgruppe "Derrer"                                                                      | 24 de dezembro de 1944   | —                                                                               | —      |
| Hans-Joachim Förster            | Kriegsmarine | Oberleutnant zur See                         | Comandante do U-480                                                                                | 18 de dezembro de 1944   | —                                                                               | —      |
| Helmuth Förster                 | Luftwaffe    | General der Flieger                          | Comandante geral do I. Fliegerkorps                                                                | 22 de fevereiro de 1942  | —                                                                               | —      |
| Otto-Hermann Förster            | Heer         | General der Pioniere                         | Comandante geral do VI. Armeekorps                                                                 | 23 de agosto de 1941     | —                                                                               | —      |
| Otto-Lutz Förster               | Luftwaffe    | Oberst                                       | Luftwaffentransportführer (air transport leader) with Luftflotte 4                                 | 23 de dezembro de 1942   | —                                                                               | —      |
| Friedrich Foertsch              | Heer         | Generalmajor                                 | Chief do Generalstab 18. Armee                                                                     | 5 de setembro de 1944    | —                                                                               |        |
| Hermann Foertsch                | Heer         | Generalleutnant                              | Comandante do 21. Infanterie-Division                                                              | 27 de agosto de 1944     | —                                                                               | —      |
| Josef Fözö                      | Luftwaffe    | Hauptmann                                    | Gruppenkommandeur do II./Jagdgeschwader 51                                                         | 2 de julho de 1941       | —                                                                               | —      |
| Richard Foldenauer              | Heer         | Obergefreiter                                | Company messenger do 2./Grenadier-Regiment 460                                                     | 12 de novembro de 1943   | —                                                                               | —      |
| Ulrich Folkers                  | Kriegsmarine | Kapitänleutnant                              | Comandante do U-125                                                                                | 27 de março de 1943      | —                                                                               | —      |
| Ferdinand Foltin                | Luftwaffe    | Hauptmann                                    | Comandante do II./Fallschirmjäger-Regiment 3                                                       | 9 de junho de 1944       | —                                                                               |        |
| Otto Fondermann                 | Heer         | Hauptmann                                    | Comandante do II./Schützen-Regiment 79                                                             | 13 de outubro de 1941    | —                                                                               | —      |
| Heinz Forgatsch                 | Luftwaffe    | Oberleutnant                                 | Piloto no Kampfgruppe 806                                                                          | 14 de junho de 1941      | —                                                                               | —      |
| Werner Forst+                   | Heer         | Generalleutnant                              | Comandante do 106. Infanterie-Division                                                             | 29 de agosto de 1943     | 407. Folhas de Carvalho 22 de fevereiro de 1944                                 | —      |
| Gustav Forstmann                | Kriegsmarine | Korvettenkapitän                             | Chief do 1. Räumbootflottille                                                                      | 28 de julho de 1941      | —                                                                               | —      |
| Rupert Forstner                 | Heer         | Feldwebel                                    | Líder de pelotão no 2./Grenadier-Regiment 19 "List"                                                | 3 de novembro de 1944    | —                                                                               | —      |
| Siegfried Freiherr von Forstner | Kriegsmarine | Kapitänleutnant                              | Comandante do U-402                                                                                | 9 de fevereiro de 1943   | —                                                                               | —      |
| Horst Fortun                    | Heer         | Hauptmann                                    | Comandante do I./Panzer-Regiment 25                                                                | 7 de agosto de 1943*     | Morto em ação 6 de julho de 1943                                                | —      |
| Hans-Werner Forwerk             | Heer         | Hauptmann da reserva                         | Líder do I./Grenadier-Regiment 187                                                                 | 14 de abril de 1945      | —                                                                               | —      |
| Hans Frach                      | Luftwaffe    | Oberfeldwebel                                | Piloto no 6./Kampfgeschwader 51                                                                    | 29 de outubro de 1944    | —                                                                               | —      |
| Edmund Francois                 | Luftwaffe    | Hauptmann                                    | Comandante do Panzergrenadier-Brigade "von Werthern" do Fallschirm-Panzer-Division "Herman Göring" | 20 de outubro de 1944    | —                                                                               | —      |
| Gustav Francsi                  | Luftwaffe    | Leutnant                                     | Piloto no I./Nachtjagdgeschwader 100                                                               | 29 de outubro de 1944    | —                                                                               | —      |
| Dr. rer.pol. Friedrich Franek   | Heer         | Oberst                                       | Comandante do Infanterie-Regiment 405                                                              | 4 de novembro de 1941    | —                                                                               | —      |
| Anton-Otto Frank+               | Heer         | Hauptmann                                    | Chief do 1./Panzer-Jagd-Abteilung (SF) 15                                                          | 26 de junho de 1944      | 737. Folhas de Carvalho 7 de fevereiro de 1945                                  | —      |
| Erich Frank                     | Heer         | Hauptmann da reserva                         | Comandante do III./Grenadier-Regiment 116                                                          | 24 de junho de 1944      | —                                                                               | —      |
| Hans-Dieter Frank+              | Luftwaffe    | Hauptmann                                    | Staffelkapitän do 2./Nachtjagdgeschwader 1                                                         | 20 de junho de 1943      | 417. Folhas de Carvalho 2 de março de 1944                                      | —      |
| Heinz Frank+                    | Luftwaffe    | Oberleutnant                                 | Staffelkapitän do 3./Sturzkampfgeschwader 1                                                        | 3 de setembro de 1942    | 172. Folhas de Carvalho 8 de janeiro de 1943                                    | —      |
| Otto Frank                      | Heer         | Major                                        | Comandante do I./Grenadier-Regiment 278                                                            | 18 de outubro de 1943    | —                                                                               | —      |
| Robert Frank                    | Waffen-SS    | SS-Sturmbannführer                           | Comandante do II./SS-Panzergrenadier-Regiment 20 "Hohenstaufen"                                    | 4 de junho de 1944*      | Morto em combate 13 de abril de 1944                                            | —      |
| Rudolf Frank+                   | Luftwaffe    | Feldwebel                                    | Piloto no 2./Nachtjagdgeschwader 3                                                                 | 6 de abril de 1944       | 531. Folhas de Carvalho 20 de julho de 1944                                     | —      |
| Walter Frank                    | Heer         | Oberfeldwebel                                | Líder de Pelotão do 2./schwere Panzer-Jagd-Abteilung 666                                           | 7 de fevereiro de 1944   | —                                                                               | —      |
| Adolf Franke                    | Heer         | Unteroffizier                                | do Wach-Regiment "Großdeutschland" do fortress Berlin                                              | 26 de abril de 1945      | —                                                                               | —      |
| Alfred Franke                   | Luftwaffe    | Oberfeldwebel                                | Piloto no 2./Jagdgeschwader 53                                                                     | 29 de outubro de 1942*   | Morto em combate 9 de setembro de 1942                                          | —      |
| Heinz Franke                    | Kriegsmarine | Kapitänleutnant                              | Comandante do U-262                                                                                | 30 de novembro de 1943   | —                                                                               | —      |
| Herbert Franke                  | Heer         | Hauptmann                                    | Comandante do I./Artillerie-Regiment 162                                                           | 5 de outubro de 1943     | —                                                                               | —      |
| Kurt Franke                     | Waffen-SS    | SS-Obersturmführer                           | Chief de Companhia do 11./SS-Panzergrenadier-Regiment 6 "Theodor Eicke"                            | 3 de outubro de 1943     | —                                                                               | —      |
| Werner Franken                  | Luftwaffe    | Oberleutnant                                 | Piloto no I./Kampfgeschwader 26                                                                    | 24 de março de 1943      | —                                                                               | —      |
| Wilhelm Franken                 | Kriegsmarine | Kapitänleutnant                              | Comandante do U-565                                                                                | 30 de abril de 1943      | —                                                                               | —      |
| Erwin Frankenfeld               | Heer         | Leutnant                                     | Líder do 1./Jäger-Regiment 49                                                                      | 23 de março de 1945      | —                                                                               | —      |
| Bruno Frankewitz+               | Heer         | Generalleutnant                              | Comandante do 215. Infanterie-Division                                                             | 29 de fevereiro de 1944  | 790. Folhas de Carvalho 16 de março de 1945                                     | —      |
| Gotthard Frantz                 | Luftwaffe    | Generalleutnant                              | Comandante do 19. Flak-Division (motorized tropical) "Afrika"                                      | 18 de maio de 1943       | —                                                                               | —      |
| Peter Frantz+                   | Heer         | Oberleutnant                                 | Assault gun commander do 16./Infanterie-Regiment "Großdeutschland" (motorizado)                    | 4 de junho de 1942       | 228. Folhas de Carvalho 14 de abril de 1943                                     | —      |
| Botho von Frantzius             | Heer         | Oberstleutnant                               | Comandante do Grenadier-Regiment 504                                                               | 4 de novembro de 1941    | —                                                                               | —      |
| Egon Franz                      | Waffen-SS    | SS-Unterscharführer                          | Líder de pelotão no 3./SS-Panzergrenadier-Regiment 9 "Germania"                                    | 16 de outubro de 1944    | —                                                                               | —      |
| Gerhard Franz                   | Heer         | Oberstleutnant im Generalstab                | Ia (oficial de operações) do 29. Infanterie-Division (motorizado)                                  | 24 de julho de 1941      | —                                                                               | —      |
| Ludwig Franz                    | Heer         | Hauptmann da reserva                         | Líder do I./Grenadier-Regiment 35                                                                  | 8 de outubro de 1943     | —                                                                               |        |
| [Prof. Dr.] Ludwig Franzisket   | Luftwaffe    | Oberleutnant                                 | Adjutant do I./Jagdgeschwader 27                                                                   | 20 de julho de 1941      | —                                                                               | —      |
| Ernst Fraps                     | Heer         | Obergefreiter                                | Richtschütze (artilheiro) do 2./Panzer-Jagd-Abteilung 28                                           | 18 de maio de 1942       | —                                                                               | —      |
| Fritz Frauenheim                | Kriegsmarine | Kapitänleutnant                              | Comandante do U-101                                                                                | 29 de agosto de 1940     | —                                                                               | —      |
| Franz Frauscher                 | Waffen-SS    | SS-Hauptscharführer                          | Líder de pelotão no 4./SS-Panzer-Regiment 2 "Das Reich"                                            | 31 de dezembro de 1944   | —                                                                               | —      |
| Ferdinand Frech                 | Heer         | Oberleutnant                                 | Chief do 1./Jäger-Bataillon 2                                                                      | 5 de dezembro de 1943    | —                                                                               | —      |
| Dipl.-Ing. Reinhard Fredebold   | Heer         | Major da reserva                             | Comandante do III./Infanterie-Regiment 191                                                         | 30 de agosto de 1942     | —                                                                               | —      |
| Andrejs Freimanis               | Waffen-SS    | Waffen-Obersturmführer                       | Líder do 13./Waffen-Grenadier-Regiment der SS 44 (lett. Nr. 6)                                     | 5 de maio de 1945        | —                                                                               | —      |
| Bruno Freitag                   | Luftwaffe    | Oberleutnant                                 | Staffelkapitän do 3./Sturzkampfgeschwader 2 "Immelmann"                                            | 5 de outubro de 1941     | —                                                                               | —      |
| Fritz Freitag                   | Waffen-SS    | SS-Brigadeführer e Generalmajor do Waffen-SS | Comandante do 14. Waffen-Grenadier-Division der SS                                                 | 30 de setembro de 1944   | —                                                                               |        |
| Max Fremerey                    | Heer         | Generalmajor                                 | Comandante do 29. Infanterie-Division (motorizado)                                                 | 28 de julho de 1942      | —                                                                               | —      |
| Günther Frenzel                 | Luftwaffe    | Feldwebel                                    | Piloto no 11./Kampfgeschwader z.b.V. 1                                                             | 23 de dezembro de 1942   | —                                                                               | —      |
| Ernst Frese                     | Heer         | Leutnant da reserva                          | Líder do 6./Grenadier-Regiment 869                                                                 | 27 de agosto de 1944     | —                                                                               | —      |
| Maximilian Fretter-Pico+        | Heer         | Generalmajor                                 | Comandante do 97. leichte Infanterie-Division                                                      | 26 de dezembro de 1941   | 368. Folhas de Carvalho 16 de janeiro de 1944                                   | —      |
| Otto Fretter-Pico               | Heer         | Generalleutnant                              | Comandante do 148. Infanterie-Division                                                             | 12 de dezembro de 1944   | —                                                                               |        |
| Simon Freutsmiedl               | Heer         | Feldwebel                                    | Líder de pelotão no 9./Jäger-Regiment 204                                                          | 26 de agosto de 1943     | —                                                                               | —      |
| Wilhelm Freuwörth               | Luftwaffe    | Feldwebel                                    | Piloto no 2./Jagdgeschwader 52                                                                     | 5 de janeiro de 1943     | —                                                                               | —      |
| Karl Frewer                     | Heer         | Major                                        | Comandante do I./Grenadier-Regiment 167                                                            | 12 de novembro de 1943   | —                                                                               | —      |
| Albert Frey+                    | Waffen-SS    | SS-Sturmbannführer                           | Comandante do I./SS-Panzergrenadier-Regiment "Leibstandarte SS Adolf Hitler"                       | 3 de março de 1943       | 359. Folhas de Carvalho 20 de dezembro de 1943                                  | —      |
| [Prof. Dr.] Emil Frey           | Heer         | Hauptmann da reserva                         | Comandante do I./Grenadier-Regiment 220                                                            | 5 de setembro de 1944    | —                                                                               | —      |
| Harry Frey                      | Luftwaffe    | Leutnant                                     | Staffelführer do 7./Kampfgeschwader 6                                                              | 5 de dezembro de 1943*   | Desaparecido em ação 11 de julho de 1943                                        | —      |
| Hugo Frey                       | Luftwaffe    | Hauptmann                                    | Staffelkapitän do 7./Jagdgeschwader 11                                                             | 4 de maio de 1944*       | Morto em combate 6 de março de 1944                                             | —      |
| Siegfried Freyer                | Heer         | Wachtmeister                                 | Líder de Pelotão do 4./Panzer-Regiment 24                                                          | 23 de julho de 1942      | —                                                                               | —      |
| Siegfried Freytag               | Luftwaffe    | Oberleutnant                                 | Piloto no I./Jagdgeschwader 77                                                                     | 3 de julho de 1942       | —                                                                               | —      |
| Ernst-August Fricke+            | Heer         | Oberleutnant                                 | Chief do 7./Infanterie-Regiment 76 (motorizado)                                                    | 17 de janeiro de 1942    | 341. Folhas de Carvalho 30 de novembro de 1943                                  | —      |
| Kurt Fricke                     | Kriegsmarine | Admiral                                      | Chief-of-staff do Seekriegsleitung do Oberkommando der Marine                                      | 1 de outubro de 1942     | —                                                                               | —      |
| Erwin Frieb                     | Heer         | Leutnant                                     | Platoon leader e Vorgeschobener Beobachter (forward observer) do 1./Artillerie-Regiment 1558       | 19 de fevereiro de 1945  | —                                                                               | —      |
| Helmut Friebe                   | Heer         | Oberst                                       | Comandante do Infanterie-Regiment 164                                                              | 13 de agosto de 1941     | —                                                                               | —      |
| Werner Friebe                   | Heer         | Oberst                                       | Líder do an amoured unit do 8. Panzer-Division                                                     | 21 de abril de 1944      | —                                                                               | —      |
| Herbert Friebel                 | Luftwaffe    | Oberfeldwebel                                | Piloto no 12./Jagdgeschwader 51 "Mölders"                                                          | 24 de janeiro de 1943    | —                                                                               | —      |
| Herbert Friedel                 | Heer         | Wachtmeister                                 | Líder de pelotão no 2./Sturmgeschütz-Brigade 232                                                   | 23 de agosto de 1944     | —                                                                               | —      |
| Friedrich Friedmann             | Heer         | Oberst                                       | Comandante do Gebirgsjäger-Regiment 144                                                            | 12 de fevereiro de 1943  | —                                                                               | —      |
| Theodor Friedmann               | Heer         | Hauptmann                                    | Comandante do I./Artillerie-Regiment 156                                                           | 15 de agosto de 1940     | —                                                                               | —      |
| Erich Friedrich                 | Heer         | Oberfeldwebel                                | Company troop leader do 1./Panzergrenadier-Regiment 33                                             | 2 de setembro de 1944    | —                                                                               | —      |
| Gerhard Friedrich+              | Heer         | Hauptmann                                    | Comandante do I./Panzergrenadier-Regiment 13                                                       | 6 de abril de 1943       | 642. Folhas de Carvalho 3 de novembro de 1944                                   | —      |
| Gerhard Friedrich               | Luftwaffe    | Major                                        | Gruppenkommandeur do I./Nachtjagdgeschwader 6                                                      | 15 de março de 1945      | —                                                                               | —      |
| Gustav Friedrich                | Heer         | Rittmeister                                  | Chief do 6./Reiter-Regiment 31                                                                     | 3 de novembro de 1944    | —                                                                               | —      |
| Kurt Friedrich                  | Heer         | Hauptmann                                    | Líder do III./Grenadier-Regiment 525                                                               | 13 de setembro de 1943   | —                                                                               | —      |
| Max Friedrich                   | Heer         | Obergefreiter                                | Deputy Líder de Grupo no 3./Grenadier-Regiment 558                                                 | 15 de março de 1944      | —                                                                               | —      |
| Max Friedrich                   | Heer         | Oberleutnant                                 | Líder de companhia na Division Nr. 408 no Kampfgruppe Jollasse                                     | 23 de março de 1945      | —                                                                               | —      |
| Rudolf Friedrich                | Heer         | Obergefreiter                                | Deputy Líder de Grupo no 9./Grenadier-Regiment 361 (motorizado)                                    | 6 de outubro de 1944     | —                                                                               | —      |
| Werner Friedrich                | Heer         | Major                                        | Líder do Grenadier-Regiment 503                                                                    | 26 de dezembro de 1943*  | Morto em combate 23 de dezembro de 1943                                         | —      |
| Gustav Frielinghaus             | Luftwaffe    | Hauptmann                                    | Gruppenkommandeur do IV./Jagdgeschwader 3 "Udet"                                                   | 5 de fevereiro de 1944   | —                                                                               | —      |
| Anton Fries                     | Heer         | Oberfeldwebel                                | Líder do 1./Grenadier-Regiment 1123                                                                | 28 de fevereiro de 1945* | Morto em combate 6 de fevereiro de 1945                                         | —      |
| Herbert Fries                   | Luftwaffe    | Gefreiter                                    | Líder de armas do 2./Fallschirm-Panzer-Jagd-Abteilung 1                                            | 5 de setembro de 1944    | —                                                                               | —      |
| Leonhard Fries                  | Heer         | Oberfeldwebel                                | Líder de pelotão no II./Grenadier-Regiment 1084                                                    | 14 de fevereiro de 1945  | —                                                                               | —      |
| Walter Fries+                   | Heer         | Oberst                                       | Comandante do Infanterie-Regiment 87 (motorizado)                                                  | 14 de dezembro de 1941   | 378. Folhas de Carvalho 29 de janeiro de 1944 87. Espadas 11 de agosto de 1944  | —      |
| Johannes Frießner+              | Heer         | General der Infanterie                       | Comandante geral do XXIII. Armeekorps                                                              | 23 de julho de 1943      | 445. Folhas de Carvalho 9 de abril de 1944                                      |        |
| Dr. med. August Friker          | Heer         | Oberst                                       | Comandante do Grenadier-Regiment 480                                                               | 4 de setembro de 1943    | —                                                                               | —      |
| Helmut Frink                    | Heer         | Hauptmann                                    | Chief do 9./Artillerie-Regiment 251                                                                | 21 de outubro de 1943*   | Morto em combate 28 de agosto de 1943                                           | —      |
| Heinz Fritsch                   | Heer         | Unteroffizier                                | do 2./Panzer-Pionier-Bataillon 37                                                                  | 18 de outubro de 1941    | —                                                                               | —      |
| Hans Fritsche+                  | Heer         | Hauptmann                                    | Comandante do II./Grenadier-Regiment 528                                                           | 10 de março de 1943      | 307. Folhas de Carvalho 2 de outubro de 1943                                    | —      |
| [Dr.] Herbert Fritz             | Heer         | Hauptmann                                    | Chief do 16./Gebirgsjäger-Regiment 13                                                              | 17 de março de 1944      | —                                                                               | —      |
| Heinz Fritzler                  | Heer         | Leutnant da reserva                          | Líder do 1./Divisions-Füsilier-Bataillon 110                                                       | 5 de dezembro de 1943    | —                                                                               | —      |
| Immo Fritzsche                  | Luftwaffe    | Oberleutnant                                 | Staffelkapitän do 8./Sturzkampfgeschwader 2 "Immelmann"                                            | 16 de abril de 1943      | —                                                                               | —      |
| Bruno Fröhlich                  | Heer         | Feldwebel                                    | Líder de pelotão no 7./Grenadier-Regiment 430                                                      | 22 de janeiro de 1943*   | Morreu devido a ferimentos no dia 16 de dezembro de 1942                        | —      |
| Karl Fröhlich                   | Heer         | Oberleutnant                                 | Chief do 2./Panzer-Abteilung 18                                                                    | 28 de setembro de 1943   | —                                                                               | —      |
| Kurt Fröhlich?                  | Waffen-SS    | SS-Hauptsturmführer                          | Líder do II./SS-Panzer-Regiment 9 "Hohenstaufen"                                                   | 6 de maio de 1945        | —                                                                               | —      |
| Stefan Fröhlich                 | Luftwaffe    | Generalmajor                                 | Geschwaderkommodore do Kampfgeschwader 76                                                          | 4 de julho de 1940       | —                                                                               | —      |
| Gottfried Fröhlich              | Heer         | Oberst                                       | Líder do 8. Panzer-Division                                                                        | 20 de dezembro de 1943   | —                                                                               | —      |
| Ernst Frömming                  | Luftwaffe    | Major                                        | Comandante do Fallschirm-Pionier-Bataillon 1                                                       | 18 de novembro de 1944   | —                                                                               |        |
| Friedrich Fromm?                | Heer         | General der Artillerie                       | Chef der Heeresrüstung und Befehlshaber des Ersatzheeres                                           | 6 de julho de 1940       | —                                                                               |        |
| Walter Fromm                    | Luftwaffe    | Hauptmann                                    | Comandante do I./Flak-Regiment 33 (motorizado) im DAK                                              | 9 de julho de 1941       | —                                                                               | —      |
| Rolf Fromme                     | Heer         | Leutnant                                     | Líder do 3./Panzer-Regiment 1                                                                      | 29 de setembro de 1941   | —                                                                               | —      |
| Erich Fronhöfer                 | Heer         | Oberstleutnant                               | Comandante do Panzer-Regiment 10                                                                   | 24 de julho de 1941      | —                                                                               | —      |
| Rupert Frost                    | Luftwaffe    | Major                                        | Gruppenkommandeur do Nachtschlacht-Gruppe 9                                                        | 25 de novembro de 1944   | —                                                                               | —      |
| Willi Frost                     | Heer         | Oberfeldwebel                                | Líder de pelotão no 4./Panzer-Regiment 15                                                          | 24 de setembro de 1943   | —                                                                               | —      |
| Werner Frotscher                | Heer         | Oberst                                       | Comandante do Grenadier-Regiment 422                                                               | 11 de março de 1945      | —                                                                               | —      |
| Carl-Heinz Frühauf              | Waffen-SS    | SS-Hauptsturmführer da reserva               | Líder do II./niederl. SS-Freiwilligen-Panzergrenadier-Regiment 49 "De Ruyter"                      | 4 de junho de 1944       | —                                                                               | —      |
| August Fuchs                    | Heer         | Hauptmann                                    | Líder do a Kampfgruppe in Feld-Ersatz-Bataillon 299                                                | 18 de fevereiro de 1945  | —                                                                               | —      |
| Jakob Fuchs                     | Heer         | Unteroffizier                                | Líder de pelotão no 3./Grenadier-Regiment 124                                                      | 23 de outubro de 1944    | —                                                                               | —      |
| Dipl.-Ing. Robert Fuchs         | Luftwaffe    | Oberst                                       | Geschwaderkommodore do Kampfgeschwader 26                                                          | 6 de abril de 1940       | —                                                                               | —      |
| Rudolf Fuchs                    | Heer         | Oberfeldwebel                                | Líder de pelotão no 2./Grenadier-Regiment 42                                                       | 26 de agosto de 1943     | —                                                                               | —      |
| Siegfried Fuchs                 | Heer         | Feldwebel                                    | Líder de pelotão no 12./Jäger-Regiment 75                                                          | 15 de maio de 1944*      | Morreu devido a ferimentos no dia 11 de abril de 1944                           | —      |
| Heinrich Füllgrabe              | Luftwaffe    | Oberfeldwebel                                | Piloto no 9./Jagdgeschwader 52                                                                     | 2 de outubro de 1942     | —                                                                               | —      |
| Benedikt Fürguth                | Heer         | Wachtmeister                                 | Oficial de bateria e Vorgeschobener Beobachter do 3./Artillerie-Regiment 7                         | 23 de setembro de 1943   | —                                                                               | —      |
| Helmut Fürguth                  | Heer         | Oberst                                       | Comandante do Artillerie-Regiment 221                                                              | 28 de julho de 1942      | —                                                                               | —      |
| Bernhard Fütterer               | Heer         | Leutnant                                     | Deputy Líder do a Kampfgruppe do Infanterie-Bataillon z.b.V. 560                                   | 26 de dezembro de 1944   | —                                                                               | —      |
| Helmut Fuhrhop                  | Luftwaffe    | Major                                        | Gruppenkommandeur do I./Kampfgeschwader 6                                                          | 22 de novembro de 1943   | —                                                                               | —      |
| Georg Fuhrmann                  | Heer         | Hauptmann                                    | Comandante do II./Grenadier-Regiment 501                                                           | 13 de julho de 1943      | —                                                                               | —      |
| Wilhelm Fulda                   | Luftwaffe    | Leutnant                                     | Líder de pelotão no 6./Fallschirmjäger-Regiment 2                                                  | 14 de junho de 1941      | —                                                                               |        |
| Fritz Fullriede+                | Heer         | Oberstleutnant                               | Comandante do Kampfgruppe "Fullriede" do Panzer-AOK 5                                              | 11 de abril de 1943      | 803. Folhas de Carvalho 23 de março de 1945                                     | —      |
| Hans Freiherr von Funck+        | Heer         | Generalmajor                                 | Comandante do 7. Panzer-Division                                                                   | 15 de julho de 1941      | 278. Folhas de Carvalho 22 de agosto de 1943                                    | —      |
| Alois Funk                      | Heer         | Unteroffizier                                | Líder de Grupo no 5./Grenadier-Regiment 316                                                        | 15 de abril de 1944      | —                                                                               | —      |
| Heinrich Funk                   | Heer         | Major                                        | Líder do a Kampfgruppe in Berlin                                                                   | 28 de abril de 1945      | —                                                                               | —      |
| Heinz Furbach                   | Heer         | Oberst                                       | Comandante do Infanterie-Regiment 58                                                               | 4 de outubro de 1942     | —                                                                               | —      |
| Hans Fuß                        | Luftwaffe    | Leutnant                                     | Piloto no II./Jagdgeschwader 3 "Udet"                                                              | 23 de agosto de 1942     | —                                                                               | —      |